# 石淵萌実
石淵 萌実（いしぶち もえみ、1996年4月20日 - ）は、愛知県出身の女子サッカー選手。ドイツのSCザント所属。ポジションはフォワード。

## 来歴

### ユース
椙山女学園高校から関西学生女子サッカーリーグで当時2部であった関西学院大学へ進学。リーグ1部昇格を目指し入学したが、3回生の時からコーチ不在となった。主将を任された4回生時はリーグ得点王を獲得する活躍もあり、チームの3年ぶりの1部昇格に貢献した。本人はこの時が人生で一番大変だったと述懐している。

### シニア
関西学院大学を卒業後、2019年にアルビレックス新潟レディースに入団。
2024年4月、2023-24 WEリーグ・第16節のAC長野パルセイロ・レディース戦で負傷し、右外側半月板損傷（全治未定）の診断を受けた。同年7月に手術を受け、全治約2ヶ月の見込みとされた。
2025年5月16日、海外挑戦のため新潟を退団。同年6月12日、ドイツの女子ブンデスリーガ2部所属のSCザントへの移籍が決定した。

## 個人成績

### クラブ
| クラブ                       | シーズン | リーグ               | 背番号 | リーグ戦 | リーグ戦 | カップ戦 | カップ戦 | リーグ杯 | リーグ杯 | AFC  | AFC  | 合計 | 合計 |
| クラブ                       | シーズン | リーグ               | 背番号 | 出場     | 得点     | 出場     | 得点     | 出場     | 得点     | 出場 | 得点 | 出場 | 得点 |
| ---------------------------- | -------- | -------------------- | ------ | -------- | -------- | -------- | -------- | -------- | -------- | ---- | ---- | ---- | ---- |
| アルビレックス新潟レディース | 2019     | なでしこ1部          | 17     | 12       | 3        | 1        | 0        | 5        | 1        | —    | —    | 18   | 4    |
| アルビレックス新潟レディース | 2020     | なでしこ1部          | 8      | 2        | 0        | 4        | 2        | —        | —        | —    | —    | 6    | 2    |
| アルビレックス新潟レディース | 2021-22  | WE                   | 8      | 9        | 0        | 1        | 0        | —        | —        | —    | —    | 10   | 0    |
| アルビレックス新潟レディース | 2022-23  | WE                   | 8      | 14       | 2        | 1        | 0        | 1        | 0        | —    | —    | 16   | 2    |
| アルビレックス新潟レディース | 2023-24  | WE                   | 8      | 17       | 2        | 2        | 1        | 6        | 3        | -    | -    | 25   | 6    |
| アルビレックス新潟レディース | 2024-25  | WE                   | 8      | 0        | 0        | 0        | 0        | 0        | 0        | -    | -    | 0    | 0    |
| アルビレックス新潟レディース | 通算     | 通算                 | 通算   | 54       | 7        | 9        | 3        | 12       | 4        | 0    | 0    | 75   | 14   |
| SCザント                     | 2025-26  | 2.女子ブンデスリーガ |        |          |          |          |          | —        | —        | —    | —    |      |      |
| 通算                         | 日本     | 日本                 | 1部    | 54       | 7        | 9        | 3        | 12       | 4        | 0    | 0    | 75   | 14   |
| 通算                         | ドイツ   | ドイツ               | 2部    |          |          |          |          |          |          |      |      |      |      |
| 総通算                       | 総通算   | 総通算               | 総通算 | 54       | 7        | 9        | 3        | 12       | 4        | 0    | 0    | 75   | 14   |

- 日本女子サッカーリーグ
  - 初出場 - 2019年3月21日 なでしこリーグ1部 第1節 伊賀フットボールクラブくノ一戦 (デンカビッグスワンスタジアム)[9]
  - 初得点 - 2019年4月27日 なでしこリーグ1部 第5節 日テレ・ベレーザ戦 (ニッパツ三ツ沢球技場)[9]

- WEリーグ
  - 初出場 - 2021年9月20日 第2節 大宮アルディージャVENTUS戦 (NACK5スタジアム大宮)[10]
  - 初得点 - 2023年5月7日 第17節 サンフレッチェ広島レジーナ戦 (新発田市五十公野公園陸上競技場)[10]